# Кирилло-Мефодиевский Свалявский монастырь
Кирилло-Мефодиевский Свалявский монастырь (укр. Кирило-Мефодіївський Свалявський монастир) — женский монастырь Мукачевской епархии Украинской православной церкви (Московского Патриархата), расположенный в Свалявской общине Закарпатской области Украины на выезде из города Свалява близ села Драчино. В монастыре есть церковь во имя Животворящей Троицы и домовый храм святых Кирилла и Мефодия.

## История
Летом 1988 года в эти места прибыл митрофорный протоиерей Василий Барна, назначенный благочинным Салявского района и настоятеля храма в честь Святого Рождества Богородицы в городе Свалява. Непостижимая красота места и неожиданное ощущение покоя и радости посетили отца Василия. Мысль, которая осенила священника была связана с образованием женской обители. В том же году он поехал к правящему архиерею, епископу Мукачевскому и Ужгородскому Евфимию (Шутаку) с просьбой об открытии нового монастыря и начало строительных работ. Благословение епископа Евфимия было получено.
Осенью 1992 года было освящено место под фундамент для жилого корпуса в котором впоследствии разместился и первый домовый храм в честь святых просветителей славян равноапостольных братьев Кирилла и Мефодия.
В 1994 году был освящён каменный крест, возле которого совершались богослужения. В монастырь были направлены несколько монахинь из Мукачевского Никольского монастыря, а в 1996 году назначена настоятельницей монахиня Вознесенского монастыря Нина (Мизун). В 1997 году началось строительство главного монастырского храма.
По состоянию на 2012 год в монастыре было 21 сестёр.
30 ноября 2022 года в монастыре был проведён обыск сотрудниками СБУ, которая сообщила, что её сотрудники совместно с полицией провели осмотр территории и помещений монастыря «для выявления запрещенных к обращению предметов»; кроме того, было заявлено, что обыски проводятся для проверки данных о намерениях использовать епархию как ячейку «русского мира», а также для того, чтобы не допустить использование помещений «для укрывательства граждан страны-агрессора, хранения запрещенных предметов».
|                                     |  |            |  |        |
| Вид на Свалявский женский монастырь |  | Колокольня |  | Корпус |